# خواتم (مسلسل)
خواتم مسلسل سوري اجتماعي عرض في شهر رمضان لعام 2014 , تدور أحداث المسلسل حول رجل أعمال ناجح (عبد المنعم عمايري) وذي نفوذ كبير يدعى (الملك حاتم)، وفي نفس الوقت معروف بعلاقاته النسائية المتعددة؛ حيث يدير شبكة مكونة من خمس نساء يعملن لحسابه وينفذن كل ما يأمر به، ولكن مع تطور الأحداث، ينشب فجأة صراع كبير بين حاتم وبين النساء الخمس بعد أن ظن أنهن رهن إشارته على الدوام، وهو من إخراج المخرج ناجي طعمي و تأليف ناديا الأحمر و من بطولة : عبد المنعم عمايري , كاريس بشار , كندة حنا و ميلاد يوسف و غيرهم من نجوم الدراما السورية.

## بطولة

### أبطال المسلسل
1. عبد المنعم عمايري(حاتم)
2. كاريس بشار(دلال)
3. كندة حنا(تالة، سهام المنصور)
4. ميلاد يوسف(وائل)
5. جيني إسبر(نبال)
6. مرح جبر (سميرة)
7. ميرنا شلفون(هند)
8. لينا دياب(هدى)
9. مديحة كنيفاتي(ناريمان)
10. نادين تحسين بيك(الصحافية يمن الغالي)
11. عامر علي(سليمان)
12. شادي مقرش(سعيد المنصور)
13. خالد القيش(يزن)
14. معتصم النهار(سمير)
15. محمد قنوع(رياض-أبو احمد)
16. هيا مرعشلي(نادية)
17. يزن السيد(رامز)
18. نادين قدور(ياسمين)
19. طارق عبدو(وليد)

### بالأشتراك مع
1. الفنان القدير عبد الهادي الصباغ
2. سعد مينا
3. محمد خير الجراح

### ضيوف الشرف
1. عبير شمس الدين
2. لينا حوارنة
3. علي كريم
4. فاتن شاهين
5. جمال قبش
6. نضير لكود
7. عادل علي

### بنات الجمعية
1. زينة بارافي
2. ماسة الزاهر
3. مايا محفوظ
4. نورهان خصيللي
5. رنيم شمس
6. جوى ملوك
7. شذى البني
8. غدير الشعشاع

### بقية الممثلون
1. مأمون الفرخ
2. أحمد رافع
3. طوني موسى
4. نور رافع
5. مازن ست البنين
6. يامن شقير
7. شذى دوغان